# Бойченко, Виктор Фёдорович
Виктор Фёдорович Бойченко (9 [22] февраля 1915, посёлок Ларино, Донецкая область — 13 января 1966, Харьков) — украинский художник-график.

## Биография
Виктор Бойченко учился в Харьковском художественном училище с 1934 по 1938 годы и в Харьковском художественном институте с 1938 по 1941 годы; с 1946 по 1948) у Сергея Беседина, Алексея Кокеля, Семёна Прохорова.
В 1962 году Виктор Бойченко стал членом Союза художников Украины.
Умер 13 января 1966 года в Харькове.

## Участие в выставках
Участник республиканских и всесоюзных выставок с 1939 года:
- Всесоюзная выставка молодых художников, посвящённая 20-летию ВЛКСМ (Москва, 1939 г.);
- 13-я областная художественная выставка (Харьков, 1954 г.);
- Художественная выставка «Советская Украина» (Киев, 1960 г.);
- Всесоюзная художественная выставка (Москва, 1961 г.);
- Республиканская художественная выставка (Киев, 1961 г.);
- Выставка «Советский книжный знак» (Ленинград, 1962 г.);
- 2-я Всесоюзная выставка эстампа (Москва, 1962 г.);
- Выставка графики художников Харькова (Харьков, 1962 г.);
- Юбилейная художественная выставка, посвящённая 150-летию со дня рождения Тараса Шевченко (Киев, 1964 г.).

## Творчество
Картины:
- «Стартовали» (1953 г.);

Ксилографии:
- «Харьковский парк им. Тараса Шевченко» (1960 г.);
- «Первый снег» (1961 г.);
- «Театр имени Тараса Шевченко в Харькове» (1962 г.);
- «Колхозное стадо» (1963 г.);
- «Шевченко на Аральском море» (1964 г.) и др.

Автор ряда экслибрисов.